# Список Киселёва
«Список Киселёва. Спасённые из ада» — документальный фильм о подвиге партизана белорусского отряда «Мститель» Николая Киселёва, который в августе 1942 года спас жизнь 218 еврейским жителям белорусской деревни Долгиново, выведя их за линию фронта.
Фильм был снят компанией «АБ-ТВ», название сделано по аналогии со «Списком Шиндлера». Премьера состоялась 27 мая 2008 года в Доме кино в Москве, был показан на многих российских и зарубежных телеканалах.

## Документальная основа
В основу фильма лёг подвиг политрука Николая Киселёва, советского офицера, сумевшего сбежать из немецкого плена и ставшего членом партизанского отряда «Мститель», действовавшего на территории оккупированной Белоруссии. Главное место в «Списке Киселёва» отведено рассказам живых очевидцев тех событий.
В 1941 году село Долгиново в Белоруссии оказалось на территории, оккупированной немцами. В селе жило 5000 евреев.
Массовое уничтожение евреев началось в 1942 году. К лету в живых осталось 278 человек, в основном старики, женщины и дети — те, кто успел уйти в лес или сумел отсидеться в погребе. Белорусские крестьяне не могли укрывать их под страхом смерти.
У партизанского отряда «Месть», к которому прибились уцелевшие евреи, не было никакой возможности принять и содержать всех этих людей. Партизаны запросили Москву и получили приказ вывести евреев через линию фронта.
Выполнить поручение взялся Николай Киселёв. С ним пошло 270 человек, большая часть которых — старики, женщины и дети. Группу сопровождали 8 партизан.
Переход длился больше месяца, дважды отряд натыкался на немецкую засаду, многие были ранены. После одного из столкновений недосчитались 50 человек, что с ними произошло — неизвестно. Двух раненых — пожилую женщину и мальчика пришлось оставить в лесу, но они выжили.
Самой маленькой в группе была девочка Берта, которая часто плакала. По мере приближения к линии фронта это становилось всё более опасным. Во время одного из таких опасных моментов родители Берты в отчаянии решили утопить девочку, чтобы спасти всю группу. Тогда Николай Киселёв взял ребёнка на руки, успокоил её и нёс до конца похода на руках. Берта выжила.
После более чем 1500-километрового перехода по оккупированной территории Киселёв вывел за линию фронта 218 человек, после чего был арестован военной контрразведкой как дезертир. Однако спасённые им люди в свою очередь заступились за него, и Киселёва освободили.
После войны Киселёв работал в Министерстве внешней торговли и никому об этой истории не рассказывал. Он умер в 1974 году, больше ни разу не встретив никого из спасённых им людей.
В Израиле Киселёву присвоено звание Праведника Мира. Спасённые им люди, их дети и внуки, которых насчитывается более 2200 человек, ежегодно собираются в Тель-Авиве 5 июня — в день последнего расстрела Долгиновского гетто. Киселёва они сравнивают с Моисеем, выведшим из рабства еврейский народ.
Продюсер картины Яков Каллер сказал о своём главном герое:

«Киселёв — это фактически русский Шиндлер, только жил он не в Германии, а в Советском Союзе. Но, к сожалению, в отличие от Шиндлера о нём никто ничего не знает».

Примечательно, что дочь Николая Киселёва Татьяна училась с Яковом Каллером в институте в одной группе, они хорошо знали друг друга. Но об истории своего отца она тогда Каллеру не рассказала.

## Создание фильма
Продюсером фильма стал генеральный директор российской телекомпании «АБ-ТВ», член Президиума Евразийской академии телевидения и радио Яков Каллер, которого директор «Музея истории и культуры евреев Беларуси» Инна Герасимова познакомила с материалами своих исследований. Изначально планировался фильм не только о Киселёве, но и о местечке Долгиново и гибели евреев. Впоследствии сценарий был изменён и получился фильм о подвиге Киселёва. Фильм был создан на основе документов и материалов музея, а также рассказов выживших участников событий из «списка Киселёва».
60 процентов расходов на создание фильма предоставило Федеральное агентство по культуре и кинематографии России, 40 процентов обеспечил продюсер. Фильм озвучивали Игорь Кваша и Александр Носик.
Творческой группе удалось найти 14 таких участников. Тогда в 1942 году они были детьми от 3 до 14 лет, все взрослые члены списка к началу съёмок уже умерли. На момент создания фильма оставшиеся в живых жили в Израиле, США и только один в России — Иосиф Каплан.
Фильм состоит из 7 эпизодов, большая часть которых — рассказы выживших. Список участников фильма:
- Хаим Гросбейн
- Виктор Дименштейн
- Мириам Гольц
- Элияху Радашкович
- Арье Рубин
- Сима Шлехтман
- Шимон Хевлин
- Сима Сосенски
- Иосиф Каплан
- Анна-Нехама Нойман
- Ехезкель Гитлич
- Берта Кремер

## Отзывы
Кинорежиссёр Татьяна Лиознова после просмотра фильма сказала Якову Каллеру: «Я шесть лет не плакала у телевизора — ты заставил меня плакать». Президент гильдии киноведов и кинокритиков России Виктор Матизен отозвался о фильме так: «Про каждого из 218 евреев „Списка Киселёва“ можно сказать то же, что флорентийцы говорили про Данте: „Он был в аду и вышел оттуда“».
Кинорежиссёр Валерий Балаян, который начинал работу над фильмом в 2005 году, но затем отказался её продолжать, считает, что фильм недостаточно раскрывает антисемитизм партизан и местного польского населения. Он пишет, что в фильме не рассмотрен контекст тогдашней обстановки в Белоруссии, из-за которой подвиг Киселёва остался, в сущности, так и не раскрытым, и оценивает картину как «сконструированную полуправду» и «слащавое мифотворчество».
Преподаватель истории из Саратова Юлия Давыдова на основании опыта работы со старшеклассниками считает, что такие фильмы, как «Список Киселёва», — это ресурс, помогающий учителю доносить до учащихся информацию о событиях Второй мировой войны.

## Награды
Фильм получил 17 наград на различных кинофестивалях. В том числе:
- Призёр Четвёртого Международного телерадиофестиваля «Победили вместе», первое место в номинации «Партизанскими тропами»[14].
- Гран-При XII Международного фестиваля телевизионных программ и фильмов «Золотой бубен»[15][16][17].
- Специальный приз студенческого жюри XII Международного фестиваля телевизионных программ и фильмов «Золотой бубен»[18].
- Диплом фестиваля «ТВ-Антитеррор» и специальный приз Международного фестиваля «Закон и Общество»[19].
- Лучший документальный фильм фестиваля «Листопад-2008» (бел. Лістапад-2008)[20].
- Гран-При X Международного телекинофорума «Вместе» 16 сентября 2009 года в Ялте[21].

Продюсеру фильма Якову Каллеру за фильм Федерацией еврейских общин России было присвоено звание «Человек года 5769» в номинации «Телевидение».